# シティ・ヌールハリザ
シティ・ヌールハリザ (マレー語: Siti Nurhaliza、ジャウィ文字: سيتي نورهاليزا بنت تارودين)はマレーシアの歌手。

## 人物
10代のころから数多くのオーディションを受けるようになり、1995年に受けたテレビ局主催のオーディションでは、先輩女性歌手アイシャの「カマール・ヤン・ブラン」を歌って優勝し注目を浴びた。そこで最初に声をかけたのがアイシャの音楽プロデューサーでもあったアドナン・アブ・ハッサンで、さっそく彼はシティを当時所属していたスリア・レコードに紹介。さらにプロデューサーとして彼女を後押しすることを約束した。
1996年に17歳でデビュー。翌年の二作目では大ヒットを記録。さらにシティの名を広めたのが続く「チンダイ」だった。アイドル歌謡から一転して伝統歌謡に挑戦、制作にはアドナンに代わって伝統歌謡を得意とするパック・ンガ、S・アタンを迎え、万全の体制で臨んだ。このアルバムはマレーシアにおけるソロ歌手の最高売り上げ記録を作り、シティは大歌手として君臨することとなった。

## ディスコグラフィー

### スタジオ・アルバム
- 1996年: デビュー！　Siti Nurhaliza I
- 1997年: アク・チンタ・パダム　Siti Nurhaliza II
- 1997年: チンダイ　Cindai  - 伝統歌謡
- 1998年: アディワルナ　Adiwarna
- 1999年: スリ・バラス　(ノラニーザ・イドリスと共演)　Seri Balas  - 伝統歌謡
- 1999年: パンチャワルナ　Pancawarna
- 2000年: シャムラ　Sahmura  - 伝統歌謡
- 2001年: サファ　Safa
- 2002年: サンガル・ムスティカ　Sanggar Mustika  - 伝統歌謡
- 2003年: エマス　E.M.A.S
- 2003年: ハリ・ラヤの贈り物　Anugerah Aidilfitri  - 伝統歌謡
- 2004年: プラサスティ・スニ　Prasasti Seni
- 2006年: トランスクリプシ　Transkripsi
- 2007年: ハディア・ダリパダ・ハティ　Hadiah Daripada Hati
- 2008年: 東方のともし火　Lentera Timur  - 伝統歌謡
- 2009年: タハジュッド・チンタ〜愛の祈り　Tahajjud Cinta
- 2010年: CTKD　(クリス・ダヤンティと共演)　CTKD
- 2011年: All Your Love
- 2014年: Fragmen
- 2017年: SimetriSiti

### ライヴ・アルバム
- 1999年: ファースト・コンサート・ライヴ　Konsert Live Siti Nurhaliza
- 2001年: メガ・コンサート　Konsert Mega Siti Nurhaliza
- 2002年: ライヴ〜スディルマンの思い出　第1集／第2集　Konsert Salam Terakhir Siti Nurhaliza Untukmu Sudir  - スディルマン・アーシャド追悼ライヴ
- 2004年: ライヴ・イン・コンサート　2004　Siti Nurhaliza Live In Concert 2004
- 2005年: イン・コンサート～ロイヤル・アルバート・ホール　Siti Nurhaliza In Concert, Royal Albert Hall London
- 2006年: Konsert Akustik Siti Nurhaliza
- 2014年: Konsert Lentera Timur bersama Orkestra Tradisional Kebangsaan

### コンピレーション・アルバム
- 2000年: ベスト　The Best of Siti Nurhaliza
- 2001年: The Malaysia Book of Records - Most Awards Won Artiste
- 2006年: Cerita Cinta Siti Nurhaliza
- 2007年: Klasik
- 2008年: イラマの宝石　Permata Irama
- 2010年: Gemilang Aidilfitri (versi pek semula untuk album Anugerah Aidilfitri)
- 2012年: 伝統歌謡ベスト　Pewaris Lagu-Lagu Tradisional